# Ешкам (Іллінойс)
Ешкам (англ. Ashkum) — селище (англ. village) в США, в окрузі Іроквай штату Іллінойс. Населення — 750 осіб (2020).

## Географія
Ешкам розташований за координатами 40°52′42″ пн. ш. 87°57′11″ зх. д. / 40.87833° пн. ш. 87.95306° зх. д. (40.878226, -87.953068).  За даними Бюро перепису населення США в 2010 році селище мало площу 2,08 км², уся площа — суходіл.

## Демографія
Згідно з переписом 2010 року, у селищі мешкала 761 особа в 308 домогосподарствах у складі 214 родин. Густота населення становила 365 осіб/км².  Було 329 помешкань (158/км²).
Расовий склад населення:
| - 98,8 % — білих - 0,3 % — чорних або афроамериканців - 0,1 % — азіатів |

До двох чи більше рас належало 0,8 %. Частка іспаномовних становила 1,4 % від усіх жителів.
За віковим діапазоном населення розподілялося таким чином: 24,8 % — особи молодші 18 років, 59,4 % — особи у віці 18—64 років, 15,8 % — особи у віці 65 років та старші. Медіана віку мешканця становила 37,8 року. На 100 осіб жіночої статі у селищі припадало 97,7 чоловіків;  на 100 жінок у віці від 18 років та старших — 97,2 чоловіків також старших 18 років.
Середній дохід на одне домашнє господарство  становив 78 142 долари США (медіана — 63 000), а середній дохід на одну сім'ю — 91 360 доларів (медіана — 74 306). Медіана доходів становила 46 750 доларів для чоловіків та 36 458 доларів для жінок. За межею бідності перебувало 9,1 % осіб, у тому числі 11,1 % дітей у віці до 18 років та 11,2 % осіб у віці 65 років та старших.
Цивільне працевлаштоване населення становило 452 особи. Основні галузі зайнятості: освіта, охорона здоров'я та соціальна допомога — 28,8 %, виробництво — 12,8 %, роздрібна торгівля — 10,0 %, оптова торгівля — 9,3 %.